# 臼杵市
臼杵市（日语：／ Usuki shi */?）是位于日本大分縣東部的一個城市，與大分市位於相同的生活圈。東側面向臼杵灣，主要市區位於臼杵川河口附近的平原地區；內陸區域的北部為丘陵，南部為約海拔500公尺的山區。
「臼杵」的名稱被認為源自轄區內臼冢古墳入口處的石甲，由於該石甲外型與「臼」和「杵」相似，因此產生這樣的地名。
當地年均溫在15至17度之間，平均降雨量為1,500至1,800公厘之間。

## 人口
| 臼杵市人口分布圖 |                                               |  |
| 臼杵市與日本全國年齡別人口分布比較圖 （2005年資料） | 臼杵市的年齡、男女別人口分布圖 （2005年資料） |  |
| ■紫色是臼杵市 ■綠色是全国 | ■藍色是男性 ■紅色是女性                       |  |
| 臼杵市人口變化 \| 1970年 \| 52,434人 \| \| \| 1975年 \| 50,872人 \| \| \| 1980年 \| 51,302人 \| \| \| 1985年 \| 51,086人 \| \| \| 1990年 \| 48,754人 \| \| \| 1995年 \| 46,830人 \| \| \| 2000年 \| 45,486人 \| \| \| 2005年 \| 43,352人 \| \| \| 2010年 \| 41,469人 \| \| \| 2015年 \| 38,748人 \| \| \| 2020年 \| 36,158人 \| \| |                                               |  |
| 資料來源：日本總務省統計中心提供之人口普查數據 |                                               |  |
| 1970年 | 52,434人                                      |  |
| 1975年 | 50,872人                                      |  |
| 1980年 | 51,302人                                      |  |
| 1985年 | 51,086人                                      |  |
| 1990年 | 48,754人                                      |  |
| 1995年 | 46,830人                                      |  |
| 2000年 | 45,486人                                      |  |
| 2005年 | 43,352人                                      |  |
| 2010年 | 41,469人                                      |  |
| 2015年 | 38,748人                                      |  |
| 2020年 | 36,158人                                      |  |

## 歷史
戰國時代大友宗麟在丹生島上建築了丹生島城（臼杵城），周邊也開始以城下町的型態發展，並成為和中國、葡萄牙的商人往來的商業城市。
大友氏之後，臼杵先後成為福原氏、太田氏的領地，直到1600年稻葉貞通由美濃改封於此，直到明治維新實施廢藩置縣為止的兩百多年間都屬於稻葉氏的領地。現今的臼杵市區規劃幾乎都是在稻葉氏治理的時期所完成。
1877年西南戰爭期間，臼杵一度成為西鄉軍與政府軍的戰場，並受到戰火波及。

### 年表
- 1871年：廢藩置縣時，曾設置為臼杵縣。
- 1878年：隸屬北海部郡，同時在臼杵町設置郡役所。
- 1889年4月1日：實施町村制，現在的轄區在當時分屬
  - 北海部郡：臼杵町、市濱村、下南津留村、上浦村、海邊村、佐志生村、下之江村、上北津留村、下北津留村、南津留村
  - 大野郡：野津市村、田野村、南野津村、川登村。
- 1907年7月1日：市濱村、下南津留村、上浦村被併入臼杵町。
- 1949年4月1日：野津市村改制為野津市町。
- 1949年7月1日：野津市町改名為野津町。
- 1950年4月1日：臼杵町和海邊村合併為臼杵市。
- 1951年4月1日：田野村被併入野津町。
- 1954年3月31日：佐志生村、下之江村、上北津留村、下北津留村、南津留村被併入臼杵市。
- 1955年3月28日：南野津村、川登村被併入野津町。
- 2005年1月1日：野津町與臼杵市合併為新設置的臼杵市。

| 1889年以前 | 1889年4月1日        | 1889年 - 1926年       | 1926年 - 1944年       | 1945年 - 1954年       | 1945年 - 1954年           | 1945年 - 1954年          | 1955年 - 1988年          | 1988年 - 現在             | 現在                      |
| ---------- | ------------------- | --------------------- | --------------------- | --------------------- | ------------------------- | ------------------------ | ------------------------ | ------------------------- | ------------------------- |
|            | 北海部郡 臼杵町     | 1907年7月1日 臼杵町   | 1907年7月1日 臼杵町   | 1907年7月1日 臼杵町   | 1950年4月1日 臼杵市       | 1950年4月1日 臼杵市      | 1950年4月1日 臼杵市      | 2005年1月1日 合併為臼杵市 | 2005年1月1日 合併為臼杵市 |
|            | 北海部郡 下南津留村 | 1907年7月1日 臼杵町   | 1907年7月1日 臼杵町   | 1907年7月1日 臼杵町   | 1950年4月1日 臼杵市       | 1950年4月1日 臼杵市      | 1950年4月1日 臼杵市      | 2005年1月1日 合併為臼杵市 | 2005年1月1日 合併為臼杵市 |
|            | 北海部郡 市濱村     | 1907年7月1日 臼杵町   | 1907年7月1日 臼杵町   | 1907年7月1日 臼杵町   | 1950年4月1日 臼杵市       | 1950年4月1日 臼杵市      | 1950年4月1日 臼杵市      | 2005年1月1日 合併為臼杵市 | 2005年1月1日 合併為臼杵市 |
|            | 北海部郡 上浦村     | 1907年7月1日 臼杵町   | 1907年7月1日 臼杵町   | 1907年7月1日 臼杵町   | 1950年4月1日 臼杵市       | 1950年4月1日 臼杵市      | 1950年4月1日 臼杵市      | 2005年1月1日 合併為臼杵市 | 2005年1月1日 合併為臼杵市 |
|            | 北海部郡 海邊村     |                       |                       |                       | 1950年4月1日 臼杵市       | 1950年4月1日 臼杵市      | 1950年4月1日 臼杵市      | 2005年1月1日 合併為臼杵市 | 2005年1月1日 合併為臼杵市 |
|            | 北海部郡 佐志生村   | 北海部郡 佐志生村     | 北海部郡 佐志生村     | 北海部郡 佐志生村     | 北海部郡 佐志生村         | 1954年3月31日 併入臼杵市 | 1954年3月31日 併入臼杵市 | 2005年1月1日 合併為臼杵市 | 2005年1月1日 合併為臼杵市 |
|            | 北海部郡 下之江村   |                       |                       |                       |                           | 1954年3月31日 併入臼杵市 | 1954年3月31日 併入臼杵市 | 2005年1月1日 合併為臼杵市 | 2005年1月1日 合併為臼杵市 |
|            | 北海部郡 下北津留村 |                       |                       |                       |                           | 1954年3月31日 併入臼杵市 | 1954年3月31日 併入臼杵市 | 2005年1月1日 合併為臼杵市 | 2005年1月1日 合併為臼杵市 |
|            | 北海部郡 上北津留村 |                       |                       |                       |                           | 1954年3月31日 併入臼杵市 | 1954年3月31日 併入臼杵市 | 2005年1月1日 合併為臼杵市 | 2005年1月1日 合併為臼杵市 |
|            | 北海部郡 上南津留村 | 1907年7月1日 南津留村 | 1907年7月1日 南津留村 | 1907年7月1日 南津留村 | 1907年7月1日 南津留村     | 1954年3月31日 併入臼杵市 | 1954年3月31日 併入臼杵市 | 2005年1月1日 合併為臼杵市 | 2005年1月1日 合併為臼杵市 |
|            | 北海部郡 中臼杵村   | 1907年7月1日 南津留村 | 1907年7月1日 南津留村 | 1907年7月1日 南津留村 | 1907年7月1日 南津留村     | 1954年3月31日 併入臼杵市 | 1954年3月31日 併入臼杵市 | 2005年1月1日 合併為臼杵市 | 2005年1月1日 合併為臼杵市 |
|            | 大野郡 野津市村     | 大野郡 野津市村       | 大野郡 野津市村       | 1949年4月1日 野津市町 | 1949年7月1日 改名為野津町 | 1951年4月1日 野津町      | 1955年3月28日 野津町     | 2005年1月1日 合併為臼杵市 | 2005年1月1日 合併為臼杵市 |
|            | 大野郡 田野村       |                       |                       |                       |                           | 1951年4月1日 野津町      | 1955年3月28日 野津町     | 2005年1月1日 合併為臼杵市 | 2005年1月1日 合併為臼杵市 |
|            | 大野郡 南野津村     |                       |                       |                       |                           |                          | 1955年3月28日 野津町     | 2005年1月1日 合併為臼杵市 | 2005年1月1日 合併為臼杵市 |
|            | 大野郡 川登村       |                       |                       |                       |                           |                          | 1955年3月28日 野津町     | 2005年1月1日 合併為臼杵市 | 2005年1月1日 合併為臼杵市 |

## 交通

### 鐵路
- 九州旅客鐵道
  - 日豐本線：佐志生車站 - 下之江車站 - 熊崎車站 - 上臼杵車站 - 臼杵車站

### 道路
高速道路
- 東九州自動車道：臼杵交流道

### 渡輪
- 臼杵港（日语：臼杵港）：提供往返四國愛媛縣的八幡濱港（日语：八幡浜港）的定期航班，由宇和島運輸（日语：宇和島運輸）及九四橙渡輪（日语：九四オレンジフェリー）各自營運。

## 觀光資源

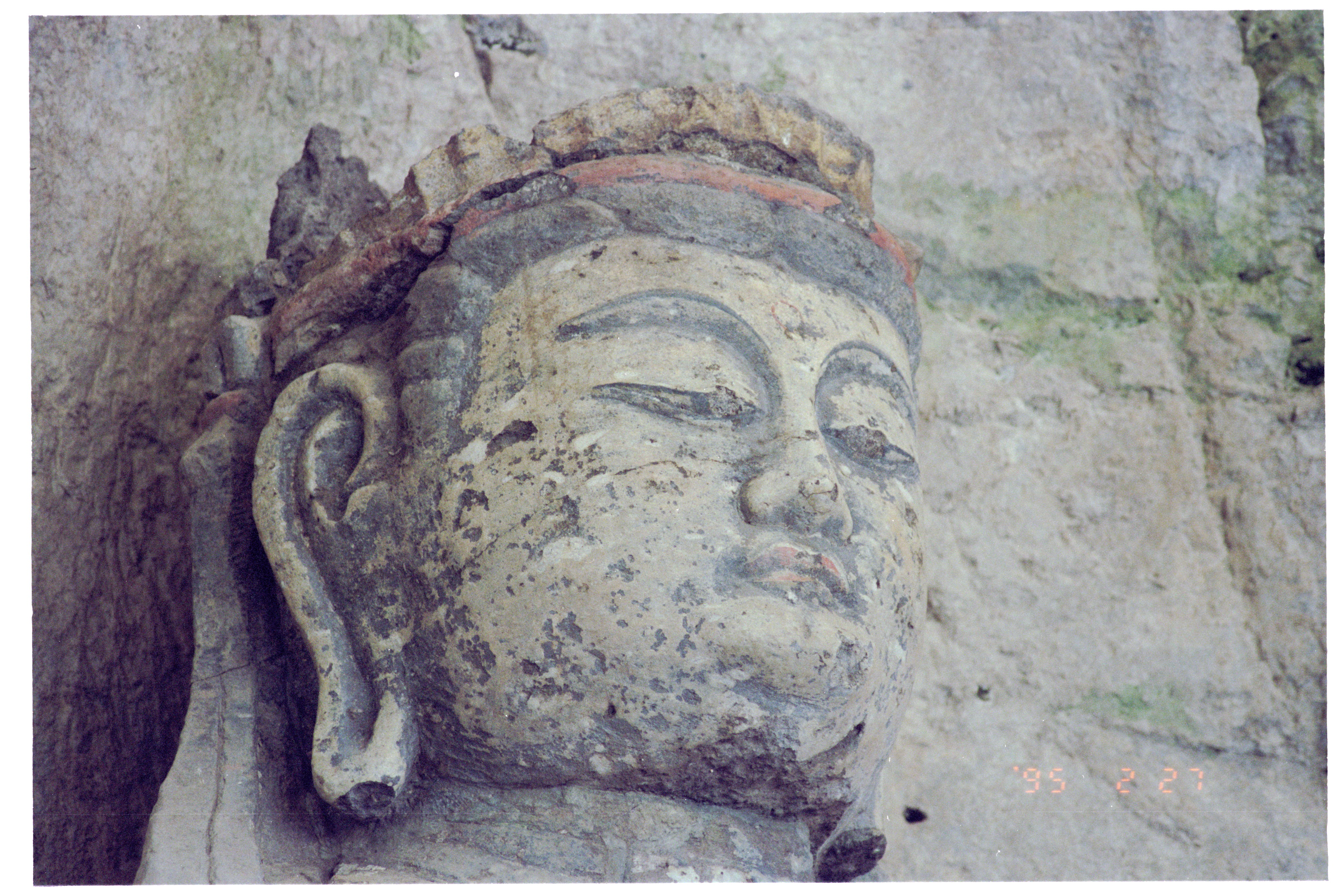
大日如來（古園石佛群）

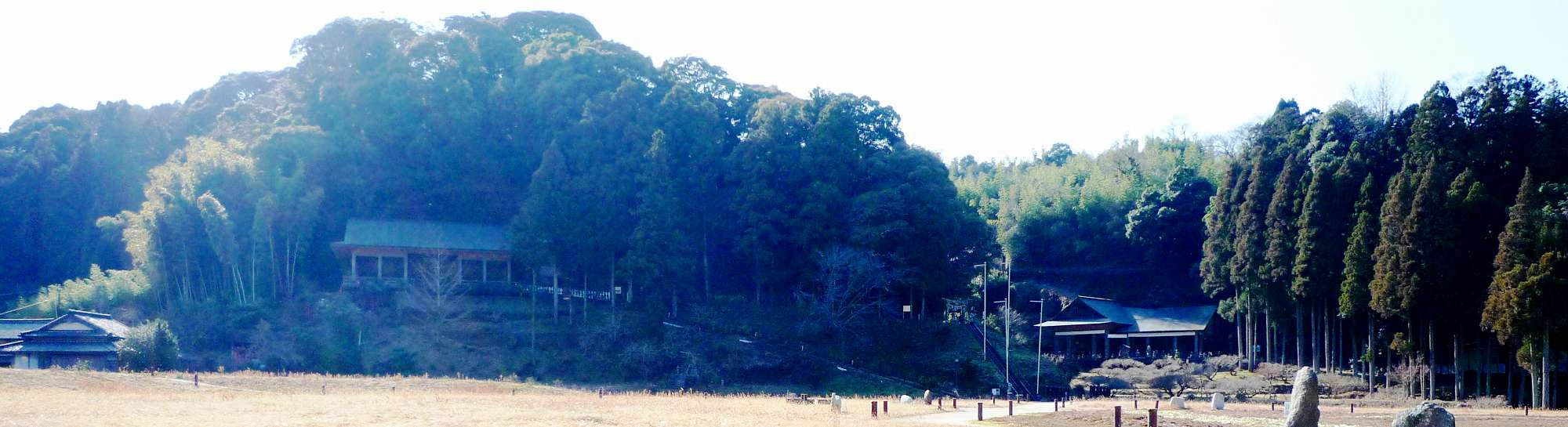
臼杵摩崖佛像的全景

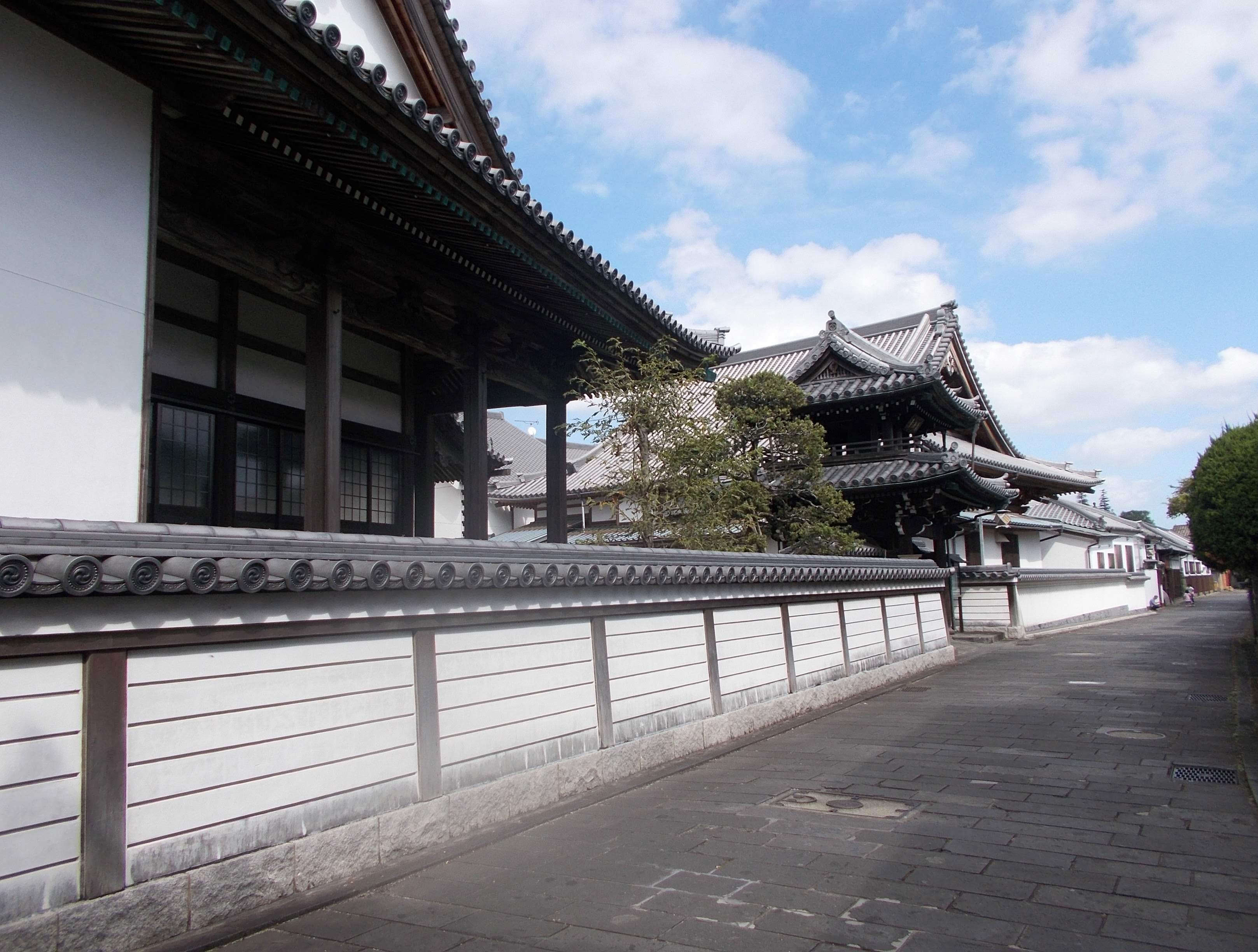
仁王座歷史の道

景點
- 臼杵磨崖佛
- 臼杵城
- 風連鍾乳洞
- 明治橋
- 野上彌生子文學記念館
- 仁王座歷史の道

祭典
- 臼杵櫻祭：4月上旬
- 臼杵祇園祭：7月中旬
- 臼杵竹宵：11月上旬

## 教育
高等學校
- 大分縣立臼杵高等學校（日语：大分県立臼杵高等学校）
- 大分縣立海洋科學高等學校（日语：大分県立海洋科学高等学校）

## 姊妹、友好都市

### 海外
- 康提（斯里蘭卡）：於1967年2月27日締結姊妹都市。[3]
- 敦煌市（中華人民共和國）：於1994年9月27日締結友好都市。[3]

## 本地出身之名人
- 吉田敏浩：記者
- 野上彌生子：小説家
- 鹽屋俊：俳優
- 小室桂子：歌手
- 森直也（モリナオヤ）：創作歌手
- 宗茂：前馬拉松選手、前旭化成田徑部監督、為雙胞胎之哥哥
- 宗猛：前馬拉松選手、旭化成田徑部監督、為雙胞胎之弟弟
- 吉良俊則：職業棒球選手
- 鳥越裕介：前職業棒球選手
- 廣瀨純：職業棒球選手
- 和田博實：職業棒球球選手

## 外部連結
- （日語） 臼杵市觀光情報協會 （页面存档备份，存于）
- （日語） 臼杵市商工會議所